# Klamarik János
Klamarik János (Losonc, 1832. február 7. – Besztercebánya, 1898. október 8.) pedagógus, a középiskolai oktatás államtitkára.

## Élete és munkássága
Édesapja Klamarik Pál, édesanyja Müller Katalin volt. Gondos nevelésben részesült. A középiskoláit Kiskunfélegyházán és Pesten végezte, ahol 1847-ben be is fejezte. Az egyetemen bölcsészeti tanulmányait Pesten kezdte (egy évig jogot is tanult) és Bécsben folytatta. Bécsben tett mennyiségtanból és természettanból tanári vizsgát (1858). Kiskunfélegyháza az első munkahelye, ahol helyettes-tanár volt (1852–1854 – közben még egy évig a bécsi egyetemen is tanult – bölcsészdoktor lett), majd a pécsi (1855–1856) és a bajai főgimnázium rendes tanára lett (1856–1860). Egy tanévet Székelyudvarhelyen is tanított (1860–1861).
A besztercebányai királyi katolikus főgimnáziumhoz nevezték ki a mennyiségtan, a természettan és a filozófia tanárának. Sokat tett a gimnáziumban a magyar nyelvű oktatás, és a magyar kultúra, szellemiség megerősítéséért (1861–1867). Megbízták az iskola igazgatói teendőinek ellátásával (1867–1876) Eredményesen munkálkodott a város iskoláinak fejlesztésén (a gimnázium új épületének építése, az állami felsőbb leányiskola, a polgári fiúiskola felállítása). Gondot fordított Besztercebánya népnevelésére, népiskoláira is. E közben tanulmányutat tett Németországban, Franciaországban, Angliában, Belgiumban, Svájcban és Olaszországban, mindenütt a középiskolákat tanulmányozva. A besztercebányai tankerületi főigazgatóság megszervezésével a kerület főigazgatója lett (1876–1883).
A Vallás- és Közoktatási Minisztériumba került és ott osztálytanácsos, majd miniszteri tanácsosként a középiskolai oktatás kérdéseivel foglalkozott (1883–1897). A magyarországi középiskolák 1883-as középiskolai törvénynek (Trefort-törvény) megfelelő újjászervezésében szerzett nagy érdemeket (a középiskolák új kerületi beosztása, adminisztrációjuk szervezése, az autonóm felekezeti középiskoláknál a felügyeleti jog gyakorlásának körülírása, az állami tantervek és a rájuk vonatkozó utasítások megállapítása, az összes autonóm felekezeti középiskola tantervének revíziója, a köziskolai oktatásnak a görög nyelvre vonatkozó reformja, az érettségi vizsgálati eljárás szabályozása, az autonóm felekezeti középiskolák érettségi vizsgálataira kiküldött kormányképviselők számára készült utasítás, a középiskolai rendtartás, az autonóm felekezeti középiskolák fegyelmi szabályzatának revíziója, az iskola-orvosi intézmény életbeléptetése, az összes tankönyvek revíziója, a nem magyar ajkú gimnáziumok számára új tankönyvek készíttetése, az iskolai építkezések- és felszerelésekre vonatkozó szabályok, internátusok fejlesztése, az iskolai alapok jogi és vagyoni viszonyainak rendezése, a felekezeti tanárok javadalmazásának emelése s a nem állami tanárok nyugdíjazása, a testi nevelés ügye, a nem állami iskolák államsegély-adási rendjének kidolgozása stb.). Többször beutazta az országot, hogy a helyszínen szerezzen meggyőződést az állapotokról. Vezetése alatt Magyarország 180 középiskolájában 70 építkezés történt és jelentősen emelkedett középiskolák javadalmazása, több helyen megtörtént a csonka középiskola teljes középiskolává fejlesztése. A minisztériumból vonult nyugdíjba és akkor kapta meg az államtitkári címet (1897).
Az Országos Középiskolai Tanáregyesületnek tiszteletbeli tagja, az Országos Közoktatási Tanácsnak tagja, a Magyar Paedagogiai Társaságnak alapító, majd tiszteletbeli elnöke volt.
Tanítványa volt többek között Svetozár Hurban-Vajanský szlovák író. 40 éves szolgálati jubileuma alkalmából a Budapesti Tudományegyetemnek hallgatókat támogató alapítványt tett.

## Művei
- A beszterczebányai kir. főgymnasium történetének vázlata – Magyar Tanügy, 1872
- Középiskolai tankönyvek: Számtan és algebra (1867, 1888), geometria (1873, 1888), logika (1874, 1891), pszichológia (1876, 1892)
- A magyarországi középiskolák szervezete és eljárása. Törvényeink, szabályzataink, rendeleteink, utasításaink és a fennálló gyakorlat alapján összeállította (1881)
- A magyarországi középiskolák újabb szervezete történeti megvilágítással (1893)